# A bailar (álbum)
A bailar es el álbum debut de la cantante y compositora argentina Lali. Fue lanzado de forma independiente el 21 de marzo de 2014 y reeditado el 3 de diciembre de 2014 por Sony Music Argentina. El álbum fue completamente producido por 3musica.
El álbum alcanzó el quinto lugar en Argentina, donde fue certificado como disco de oro por la Cámara Argentina de Productores de Fonogramas y Videogramas (CAPIF). Ganó el premio al «mejor álbum nuevo artista pop» y «mejor álbum pop femenino» en la 17.ª edición de los Premios Gardel.

## Sencillos
Lali lanzó «A bailar» como el sencillo principal el 12 de agosto de 2013, el cual fue bien recibido en Argentina y América Latina. En 2014, la canción ganó en la categoría de «canción latina favorita» en los Kids' Choice Awards Argentina y en los Quiero Awards como «mejor video musical femenino».
«Asesina» fue lanzada el 29 de octubre de 2013 como un sencillo promocional del álbum, y el 10 de marzo de 2014 como el segundo sencillo del álbum. La canción es de género hip-hop/pop. Ganó el premio Quiero a «mejor coreografía».
En noviembre de 2014, Lali interpretó «Mil años luz» en el programa Susana Giménez, que fue lanzada como el tercer sencillo del álbum esa misma noche. El video musical es una interpretación en vivo de múltiples ángulos en el Teatro Opera Allianz de Buenos Aires. La canción ganó en la categoría de «canción favorita» en los Kids' Choice Awards Argentina de 2015.
Después de firmar con Sony Music Argentina, la cantante lanzó su cuarto sencillo el 7 de enero de 2015 mediante la publicación de un video lírico para «Del otro lado». La canción es una balada sobre las desgracias de una pareja. Se lanzó un video musical el 10 de marzo de 2015, un año después del video musical de «Asesina».
«Histeria» se lanzó el 11 de septiembre de 2015 como el quinto y último sencillo junto con el video musical. La canción marca el sencillo más exitoso del álbum, ya que alcanzó el puesto número 3 en Argentina Los 40 Principales y el puesto número 2 en Paraguay.

### Sencillos promocionales
«Amor de verdad» fue lanzada como el primer sencillo promocional de A bailar y sirvió para promocionar la edición de lujo del álbum. Lali interpretó la canción días antes de su lanzamiento en la gira A bailar, pero la canción se estrenó el 9 de diciembre de 2016 junto con la edición fanpack del álbum. La pista se incluye como material extra junto con «A bailar (Triplex Remix)» y el DVD, pero se lanzó digitalmente como sencillo independiente, separado del álbum. La canción también cuenta con voces no acreditadas del rapero argentino Zetta Krome.

## Promoción
En 2014, Lali interpretó «A bailar» y «Asesina» en la novena temporada de Bailando por un sueño. En el mismo año, la cantante interpretó «Mil años luz» en el programa de Susana Giménez y «Del otro lado» en The U-Mix Show. En 2015, interpretó «Mil años luz» en el estreno de la décima edición del Bailando por un sueño y también en los Premios Gardel. La primera presentación en vivo de «Histeria» fue en los Kids' Choice Awards Argentina 2015, donde también interpretó «Mil años luz». En diciembre de 2015, la artista interpretó «Histeria» y «A bailar» en la final de la décima edición del Bailando por un sueño.

### Tour
Lali inició una gira mundial el 19 de abril de 2014 para promocionar A bailar debido a su éxito internacional. La gira incluyó fechas en toda Argentina, Uruguay, España, Italia e Israel.

## Premios y nominaciones
| Año  | Premiación                 | Categoría                           | Resultado | Ref.   |
| ---- | -------------------------- | ----------------------------------- | --------- | ------ |
| 2014 | Latin Music Italian Awards | Mejor álbum latino femenino del año | Nominado  | [ 15 ] |
| 2015 | Premios Carlos Gardel      | Mejor álbum pop femenino            | Ganador   | [ 16 ] |
| 2015 | Premios Carlos Gardel      | Mejor nuevo álbum pop               | Ganador   | [ 16 ] |

## Lista de canciones
| A bailar — Edición estándar |                  |                                                             |               |          |  |
| N.º                         | Título           | Escritor(es)                                                | Productor(es) | Duración |  |
| 1.                          | «Asesina»        | Mariana Espósito Pablo Akselrad Luis Burgio Gustavo Novello | 3musica       | 3:30     |  |
| 2.                          | «Histeria»       | Espósito Akselrad Burgio Novello                            | 3musica       | 3:30     |  |
| 3.                          | «Del otro lado»  | Espósito Akselrad Burgio Novello                            | 3musica       | 3:41     |  |
| 4.                          | «A bailar»       | Espósito Akselrad Burgio Novello                            | 3musica       | 2:52     |  |
| 5.                          | «No estoy sola»  | Espósito Akselrad Burgio Novello                            | 3musica       | 3:39     |  |
| 6.                          | «Te siento»      | Espósito Akselrad Burgio Novello                            | 3musica       | 3:39     |  |
| 7.                          | «Cielo salvador» | Espósito Akselrad Burgio Novello                            | 3musica       | 3:17     |  |
| 8.                          | «Being»          | Espósito Akselrad Burgio Novello Antonella Giunta           | 3musica       | 3:19     |  |
| 9.                          | «Desamor»        | Espósito Akselrad Burgio Novello Giunta                     | 3musica       | 3:20     |  |
| 10.                         | «Mil años luz»   | Espósito Akselrad Burgio Novello                            | 3musica       | 3:44     |  |

## Posicionamiento en listas

### Semanales
| País      | Lista                    | Mejor posición |
| --------- | ------------------------ | -------------- |
| Argentina | Argentinian Albums Chart | 1              |
| Israel    | IFPI Top 20 Albums       | 15             |
| Uruguay   | Uruguayan Albums Chart   | 3              |

## Certificaciones
| País      | Organismo certificador | Certificación | Ventas certificadas | Ref.   |
| --------- | ---------------------- | ------------- | ------------------- | ------ |
| Argentina | CAPIF                  | Oro           | 20 000              | [ 21 ] |